# Jules-Auguste de Brunswick-Wolfenbüttel
Jules-Auguste de Brunswick-Wolfenbüttel (* 9 février 1578 à Wolfenbüttel; † 31 août 1617 à Michaelstein) est un prince de Brunswick-Wolfenbüttel et Abbé de l'Abbaye de Michaelstein à Blankenbourg.

## Biographie
Jules Auguste est un fils du duc Jules de Brunswick-Wolfenbüttel (1528-1589) de son mariage avec Hedwige (1540-1602), fille de l'électeur Joachim II Hector de Brandebourg.
En tant que fils cadet du duc, Jules Auguste, comme deux de ses frères, est destiné à une carrière ecclésiastique. En 1593 il devient prévôt de l'Église Saint-Blaise de Brunswick. En 1599 son frère Henri-Jules de Brunswick-Wolfenbüttel le nomme abbé du monastère de Michaelstein, après l'extinction des comtes de Regenstein.
Jules Auguste, fait don de l'église sainte-marie à Wolfenbüttel de fonts baptismaux. Il est remplacé dans ses fonctions par son neveu Christian de Brunswick, appelé le grand Halberstädter.

## Sources
- Forthebung La Alegemein Welfiftorie, 1790, P. 379, Numérisation
- En août, B. Michel, Julius Wilhelm Hamberger: Introduction à une volständigen Histoire de la Coire et Princière Maisons dans Teutschland, Tome 1, Meyer, 1759, P. 107
- Rudi Pêcheurs: 800 Ans Calvörde – Une Chronique jusqu'en 1991